# Dresdner Zeitung (1848–1850)
A Dresdner Zeitung drezdai napilap 1848 és 1850 között hetente hatszor jelent meg (kivéve az 1849-es drezdai májusi felkelés időszakát).

## Története
Az 1845-ben alapított Dresdner Correspondent für Literatur und Tagesneuigkeiten 1848. április 4-től a Deutscher Volksfreund címet viselte, és ettől kezdve a Dresdner Vaterlandsverein im Verlagsverein Dr. Badt kiadónál jelent meg 1848. szeptember 26-ig (összesen 76 szám).
Az 1848. szeptember 28-i próbanyomat után október 1-jétől ugyanazzal a szerkesztőséggel Dresdner Zeitung für sächische und allgemeine deutsche Zustände (Drezdai Újság a szász és általános német viszonyokra), majd 1849 áprilisától már csak Dresdner Zeitung néven jelent meg.
1849 márciusában és áprilisában Mihail Alekszandrovics Bakunyin gyakori szerzője volt a  lapnak, akár közvetlen közreműködéssel, akár vázlatokkal, amelyeket aztán Ludwig Wittig véglegesített. 
1850. augusztus 6-án, összesen 571 szám megjelenése után, megszűnt a lap kiadása.

## Összetéveszthetősége
Ez a rövid életű Dresdner Zeitung nem azonos a Német Haladó Párt hetilapjával, amely 1869. október 3-tól 1871. március 23-ig jelent meg, vagy a Dresdner Zeitung című napilappal, amely 1878. június 30-tól 1907. augusztus 18-ig jelent meg.
A város történelméből jobban ismert Dresdner Zeitung 1943-tól 1945-ig napilappal sincs semmi közös bennük.

## Fordítás
- Ez a szócikk részben vagy egészben  a   Dresdner Zeitung (1848–1850) című német Wikipédia-szócikk ezen változatának fordításán alapul.  Az eredeti cikk szerkesztőit annak laptörténete sorolja fel. Ez a jelzés csupán a megfogalmazás eredetét és a szerzői jogokat jelzi, nem szolgál a cikkben szereplő információk forrásmegjelöléseként.